# Граф Плимут

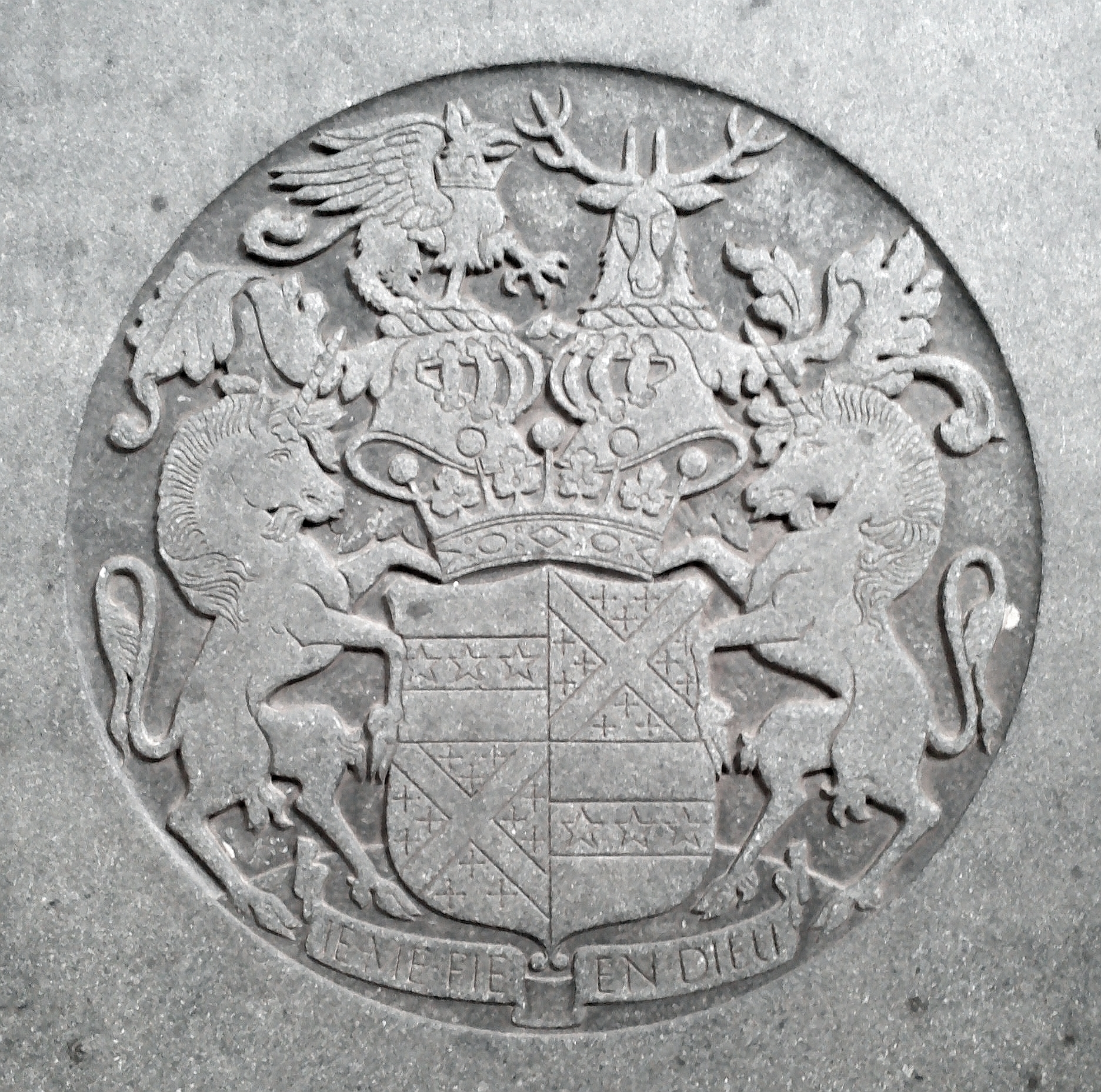
Герб Роберта Джорджа Виндзора-Клайва, 1-го графа Плимута (1857—1923)

Граф Плимут (англ. Earl of Plymouth) — аристократический титул, созданный трижды в британской истории. Дважды в качестве Пэрства Англии (1675 и 1682) и один в раз в системе Пэрства Соединённого королевства (1905)

## История
Впервые титул графа Плимута был создан в 1675 году английским королём Карлом II Стюартом для своего внебрачного сына от Кэтрин Пегге Чарльза Фицчарльза (1657—1680). Он скончался бездетным в 1680 году, после чего титул прервался.
Вторично титул графа Плимута был создан 6 декабря 1682 года для Томаса Хикмана-Виндзора, 7-го барона Виндзора (1627—1687). Семьи Виндзоров происходила от сэра Эндрю Виндзора (1467—1543), который участвовал в 1513 году в битве Шпор, где был посвящён в рыцари. В 1529 году он был вызван в парламент в качестве барона Виндзора из Стануэлла в графстве Бакингемшир. Его внук Эдвард Виндзор, 3-й барон Виндзор (1532—1574), участвовал в битве при Сент-Кантене в 1557 году. Фредерик Виндзор, 4-й барон Виндзор (1559—1585), старший сын 3-го барона, скончался неженатым, графский титул унаследовал его младший брат, Генри Виндзор, 5-й барон Виндзор (1562—1605). Его сын Томас Виндзор, 6-й барон Виндзор (1591—1642), был контр-адмиралом британского королевского флота. В 1641 году после смерти бездетного Томаса Виндзора, 6-го барона Виндзора, на баронский титул стали претендовать его сестры.
В 1660 году баронский титул получил его племянник, Томас Хикман, 7-й барон Виндзор (1627—1687). Он был сыном Элизабет Виндзор и её мужа Дикси Хикмана, принял дополнительную фамилию «Виндзор». Лорд Виндзор занимал посты губернатора Ямайки (1662), губернатора Кингстон-апон-Халла (1682—1687) и лорда-лейтенанта Вустершира (1660—1662, 1663—1687). В 1682 году для него был создан титул графа Плимута (Пэрство Англии). Ему наследовал его внук, Отер Виндзор, 2-й граф Плимут (1679—1729), который был лордом-лейтенантом Чешира, Денби и Флинта (1712—1714). Его внук и тёзка, Отер Льюис Виндзор, 4-й граф Плимут (1731—1771), являлся лордом-лейтенантом Гламорганшира (1754—1771).
В 1833 году, после смерти бездетного Отера Арчера Виндзора, 6-го графа Плимута, титулы графа и барона были разделены. На баронский титул стали претендовать его сестры, леди Мэри Виндзор (1790—1855), жена Артура Хилла, 3-го маркиза Дауншира (1778—1845), и леди Гарриет Виндзор (1797—1869), жена достопочтенного Роберта Генри Клайва (1789—1854), второго сына Эдварда Клайва, 1-го графа Поуиса. Графский титул унаследовал в 1833 году Эндрю Виндзор, 7-й граф Плимут (1754—1837), дядя 6-го графа Плимута. 7-й граф скончался неженатым, графский титул перешел к его младшему брату, Генри Виндзору, 8-му графу Плимуту (1768—1843). Он также был холостым, и после его смерти в 1843 году титул графа Плимута прервался.
В 1855 году после смерти Мэри Виндзор баронский титул был закреплен за её младшей сестрой, леди Гарриет Клайв, которая стала 13-й баронессой Виндзор (1797—1869). В том 1855 году она получила королевское разрешение на дополнительную фамилию «Виндзор». Её старший сын, достопочтенный Роберт Виндзор-Клайв (1824—1859), скончался при жизни своей матери, поэтому в 1869 году титул унаследовал её внук Роберт Виндзор-Клайв, 14-й барон Виндзор (1857—1923), известный консервативный политик. Он занимал посты генерального кассира (1890—1892) и первого комиссара по труду (1902—1905).
В 1905 году титул графа Плимута был возрожден в третий раз для Роберта Джорджа Виндзора-Клайва (1857—1923). Он получил титулы виконта Виндзора из Сент-Фаганса в графстве Гламорган и графа Плимута в графстве Девоншир (Пэрство Соединённого королевства). Лорду Плимуту наследовал его второй сын, Айвор Виндзор-Клайв, 2-й граф Плимут (1889—1943), который также был консервативным политиком. Он занимал посты капитана почётного корпуса джентльменов (1925—1929), заместителя государственного секретаря по доминионам (1929), заместителя государственного секретаря по колониям (1932—1936) и заместителя государственного секретаря по иностранным делам (1936—1939), а также служил лордом-лейтенантом графства Гламорган (1923—1943).
По состоянию на 2024 год обладателем графского титула являлся Айвор Отер Виндзор-Клайв, 4-й граф Плимут, сын Отера Роберта Айвора Виндзора-Клайва, 3-го графа Плимута (1923—2018), и внук 2-го графа.
- Достопочтенный Томас Виндзор, 1-й виконт Виндзор (ок. 1670—1738), младший сын Томаса Хикмана-Виндзора, 1-го графа Плимута, который в 1699 году получил титул виконта Виндзора и барона Маунтджоя. Депутат Палаты общин от Дройтуича (1685—1687), Брамбера (1705—1707, 1707—1708) и Монмунтшира (1708—1712).
- Герберт Виндзор, 2-й виконт Виндзор (1703—1758), депутат Палаты общин от Кардиффа (1734—1738), сын предыдущего.
- Достопочтенная Шарлотта Джейн Виндзор (1746—1800), дочь предыдущего, с 1766 года супруга Джона Стюарта, 4-го графа Бьюта (1744—1814). В 1796 году её муж, лорд Бьют, получил титулы маркиза Бьюта и графа Виндзора.

Прежнее родовое гнездо — Хевелл Гранж в графстве Вустершир, а сейчас резиденцией служит Оэкли Парк в Бромфилде в окрестностях города Ладлоу в графстве Шропшир.

## Графы Плимут, первая креация (1675)
- 1645—1680: Чарльз Фицчарльз, 1-й граф Плимут (1657 — 17 октября 1680), незаконнорожденный сын Карла II Стюарта (1630—1685), короля Англии (1660—1685), от Кэтрин Пегге.

## Бароны Виндзор (1529)
- 1529—1543: Эндрю Виндзор, 1-й барон Виндзор (1467—1543), сын Томаса Виндзора (1440—1485);
- 1543—1558: Уильям Виндзор, 2-й барон Виндзор (1498 — 20 августа 1558), сын предыдущего;
- 1558—1574: Эдвард Виндзор, 3-й барон Виндзор (1532 — 24 января 1574), сын предыдущего;
- 1574—1585: Фредерик Виндзор, 4-й барон Виндзор (1559 — 24 декабря 1585), старший сын предыдущего;
- 1585—1605: Генри Виндзор, 5-й барон Виндзор (1562 — 6 апреля 1605), младший брат предыдущего;
- 1605—1642: Томас Виндзор, 6-й барон Виндзор (29 сентября 1591 — 6 декабря 1642), сын предыдущего;
- 1660—1687: Томас Хикман-Виндзор, 7-й барон Виндзор (1627 — 3 ноября 1687), сын Дикси Хикмана и Элизабет Виндзор, внук 5-го барона Виндзора, граф Плимут с 1682 года.

## Графы Плимут, вторая креация (1682)
- 1682—1687: Томас Хикман-Виндзор, 1-й граф Плимут (1627 — 3 ноября 1687), сын Дикси Хикмана и Элизабет Виндзор, дочери 5-го барона Виндзора;
- 1687—1725: Отер Виндзор, 2-й граф Плимут (27 августа 1679 — 26 декабря 1725), сын Отера Виндзора, лорда Виндзора (1659—1684), внук предыдущего;
- 1725—1732: Отер Виндзор, 3-й граф Плимут (30 июня 1707 — 23 ноября 1732), единственный сын предыдущего;
- 1732—1771: Отер Льюис Виндзор, 4-й граф Плимут (12 мая 1731 — 21 апреля 1771), сын предыдущего;
- 1771—1799: Отер Хикман Виндзор, 5-й граф Плимут (30 мая 1751 — 12 июня 1799), старший сын предыдущего;
- 1799—1833: Отер Арчер Виндзор, 6-й граф Плимут (2 июля 1789 — 10 июля 1833), единственный сын предыдущего;
- 1833—1837: Эндрю Виндзор, 7-й граф Плимут (12 мая 1754 — 19 января 1837), третий сын 4-го графа Плимута, дядя предыдущего;
- 1837—1843: Генри Виндзор, 8-й граф Плимут (1 февраля 1768 — 8 декабря 1843), младший брат предыдущего.

## Бароны Виндзор (1529)
- 1855—1869: Гарриет Виндзор, 13-я баронесса Виндзор (30 июля 1797 — 9 ноября 1869), вторая (младшая) дочь Отера Хикмана Виндзора, 5-го графа Плимута;
- 1869—1923: Роберт Джордж Виндзор-Клайв, 14-й барон Виндзор (27 августа 1857 — 6 марта 1923), единственный сын достопочтенного Роберта Клайва-Виндзора (1824—1859), внук Роберта Генри Клайва (1789—1854) и Гарриет Виндзор, граф Плимут с 1905 года.

## Графы Плимут, третья креация (1905)
- 1905—1923: Роберт Джордж Виндзор-Клайв, 1-й граф Плимут (27 августа 1857 — 6 марта 1923), единственный сын достопочтенного Роберта Клайва-Виндзора (1824—1859), внук Роберта Генри Клайва (1789—1854) и Гарриет Виндзор, 13-й баронессы Виндзор (1797—1869);
  - Отер Роберт Виндзор-Клайв, виконт Виндзор (3 октября 1884 — 23 декабря 1908), старший сын предыдущего;
- 1923—1943: Айвор Майлз Виндзор-Клайв, 2-й граф Плимут (4 февраля 1889 — 1 октября 1943), второй сын 1-го графа Плимута;
- 1943—2018: Отер Роберт Айвор Виндзор-Клайв, 3-й граф Плимут (9 октября 1923 — 7 марта 2018[1]), старший сын предыдущего;
- 2018 — н. в.: Айвор Отер Виндзор-Клайв, 4-й граф Плимут (род. 19 ноября 1951), старший сын предыдущего;
  - Наследник: Роберт Отер Айвор Виндзор-Клайв, виконт Виндзор (род. 1981), старший сын предыдущего;
    - Второй наследник: достопочтенный Эдвард Отер Айвор Ллевелин Виндзор-Клайв (род. 2019), единственный сын предыдущего.